# Centre de détention de Saint-Mihiel
Le centre de détention de Saint-Mihiel est un centre de détention français situé dans la commune de Saint-Mihiel, dans le département de la Meuse et dans la région Grand Est
L'établissement dépend du ressort de la direction interrégionale des services pénitentiaires de Strasbourg. Au niveau judiciaire, l'établissement relève du tribunal judiciaire de Bar-le-Duc et de la cour d'appel de Nancy.

## Histoire
Le centre de détention de Saint-Mihiel est un établissement pénitentiaire construit dans le cadre du Programme 13000. Il ouvre le 2 mai 1990. Cependant, en 1991, un premier constat indique que l'établissement n'a pas atteint sa pleine capacité (avec seulement 192 détenus incarcérés pour environ 400 places), cette situation étant essentiellement due aux difficultés de recrutement de personnel. 
En 1997, un gymnase, surnommé « la nef », est construit par les détenus. 
En 2018, l'établissement et le centre de détention de Montmédy mettent en place un dispositif de télémédecine. 

## Description
Situé au 8 route de Commercy (sur la D964) à Saint-Mihiel, le centre de détention est l'un des trois établissements pénitentiaires du département. Il dépend du ressort de la direction interrégionale des services pénitentiaires de Strasbourg et, au niveau judiciaire, relève du tribunal judiciaire de Bar-le-Duc et de la cour d'appel de Nancy.
L'établissement, implanté sur une superficie de 212 452 m². est situé à l'extérieur de l'agglomération de la commune de Saint-Mihiel, à 1,5 km du centre-ville. Cette situation géographique excentrée, mal desservie par les transports en commun et dont les voies d'accès sont parfois peu aménagées (exemple : manque de trottoirs) compliquent les déplacements vers l'établissement pour les piétons,.
Il s'agit d'un établissement en « gestion mixte déléguée » où tout ce qui concerne de la restauration des détenus et du personnel, l'hôtellerie, la maintenance, du travail pénitentiaire, la formation professionnelle des détenus, le transport et l’accueil des familles sont confiés à une société privée. En 2016, l'offre de travail pénitentiaire proposée par le concessionnaire était considéré comme inférieure à ses obligations contractuelles. 
L’établissement a une capacité d'accueil de 391 places exclusivement pour des détenus majeurs hommes condamnés à des peines de un an et plus et composé exclusivement de quartiers « Centre de détention Hommes »,.
Il est composé d'un bâtiment hébergeant toute la partie administrative et les services généraux de l'établissement, d'un bâtiment hébergeant le quartier d’isolement et le quartier disciplinaire et deux bâtiments de détention, d'ateliers, d'un gymnase et d'un terrain de sport.
En 2016, l'établissement était considéré comme étant en sous-effectif au niveau de son personnel.
Au 1er février 2022, l'établissement accueillait 340 détenus, soit un taux d'occupation de 87.0%.

## Actions de réinsertion
L'établissement propose aux détenus de préparer un CAP en pâtisserie. Cette formation, proposée depuis 2000, attire des détenus en provenance de toute la France et est notamment réalisée en partenariat avec le lycée professionnel Alain-Fournier de Verdun.

## Détenus notables
En 2002, Sofiane Hambli organise un trafic européen de cannabis en provenance du Maroc depuis sa cellule.
Autres détenus notables :
- Nadir Sedrati, tueur en série français

## Événements notables
En août 2010, un début de mutinerie d'une soixantaine de détenus à lieu dans l'établissement, potentiellement liée à une opération de lutte anti-drogue menée par la gendarmerie nationale. Le même jour, un détenu est tué par deux de ses co-détenus.
En juin 2013, un mouvement social national, appelant au blocage des établissements pénitentiaires pour protester contre le manque de moyens et de personnels, entraine un blocage de l'établissement. Un autre blocage de l'établissement par une partie du personnel, nécessitant l'intervention de la gendarmerie nationale afin de libérer l'accès à l'établissement, a également lieu en janvier 2018,.
En décembre 2014, le personnel pénitentiaire subit une vague d'agressions,. D'autres incidents graves ont également lieu en 2015, 2020 et 2021, causant des blessures importantes à d'autre détenus ou à des membres du personnel de l'établissement. 
En février 2016, seize personnes sont présentées à la justice pour avoir fait entrer des stupéfiants dans la prison par « parachutage »,.
En janvier 2020, le personnels de la société Sodexo, qui assure les prestations de « gestion mixte » de l'établissement, se mettent en grève afin de dénoncer leurs conditions de travail. Ce mouvement touche également d'autres établissements gérés par la même société, tels que le centre de détention de Villenauxe-la-Grande et le centre pénitentiaire de Villefranche-sur-Saône.
En octobre 2021, un détenu, considéré comme évadé de l'établissement faute l'avoir réintégrer après une permission de sortie, se noie dans la Meurthe alors qu'il tentait d'échapper à la police.